# Chapelle de la confrérie des Pénitents-Gris
La chapelle de la confrérie des Pénitents Gris, à Aigues-Mortes, est l'une des plus anciennes chapelles de Camargue et du département français du Gard, situé en région Occitanie.

## Situation, Accès
La chapelle des Pénitents Gris est située dans la vieille ville d'Aigues-Mortes, au débouché de la rue Rouget-de-l'Isle, sur la place Paul Bert.

## Histoire
La chapelle actuelle est élevée à partir de 1605 à la place d'une ancienne chapelle du début du XVe siècle. Consacrée en 1611 elle est rehaussée en 1676 puis agrandie au cours de années 1699-1700. Jusqu'en 1657, la chapelle était le lieu de sépulture des membres de la confrérie. Du mobilier détruit en 1793 ne subsistent que le maître-autel et son retable. Le clocher a été reconstruit en 1802
La chapelle est classée au titre des monuments historiques, depuis le 2 septembre 1994.
Elle abrite la confrérie des Pénitents-Gris qui œuvre au secours des malades et des miséreux.

## Architecture

### Le bâtiment
Le bâtiment possède qu'une seule nef rectangulaire.

### Le mobilier
- Un retable, représentant la Passion du Christ et les armoiries de la confrérie, en stuc et plâtre gris. Datant de 1687, il est l’œuvre de Sabatier, sculpteur montpellierain[2] et est classé à titre objet aux monuments historiques depuis le 30 septembre 1911[3].
- Une chaire (reproduction), de couleur bleu ciel, dont l'originale datant du début du XVIIe siècle fut détruite à la révolution française[2].
- Autel en marbre blanc (XVIIIe siècle), du marbrier Pierre Antoine Rozier, classé depuis le 6 septembre 1993[4].
- Les deux reliquaires placés en 1815 sur le maître-autel remplacent les reliquaires de sainte Constance et de saint Placide brûlés à la révolution. Il s'agit d'un buste-reliquaire de saint Innocent[5], pape et martyr, à droite, et d'un buste-reliquaire de saint Modeste[5] à gauche, tous deux en bois (re)peint.
- Table et crédence, en bois (peint et doré) et marbre, du XVIIIe siècle, classé depuis le 6 août 1993[6].

## Galerie

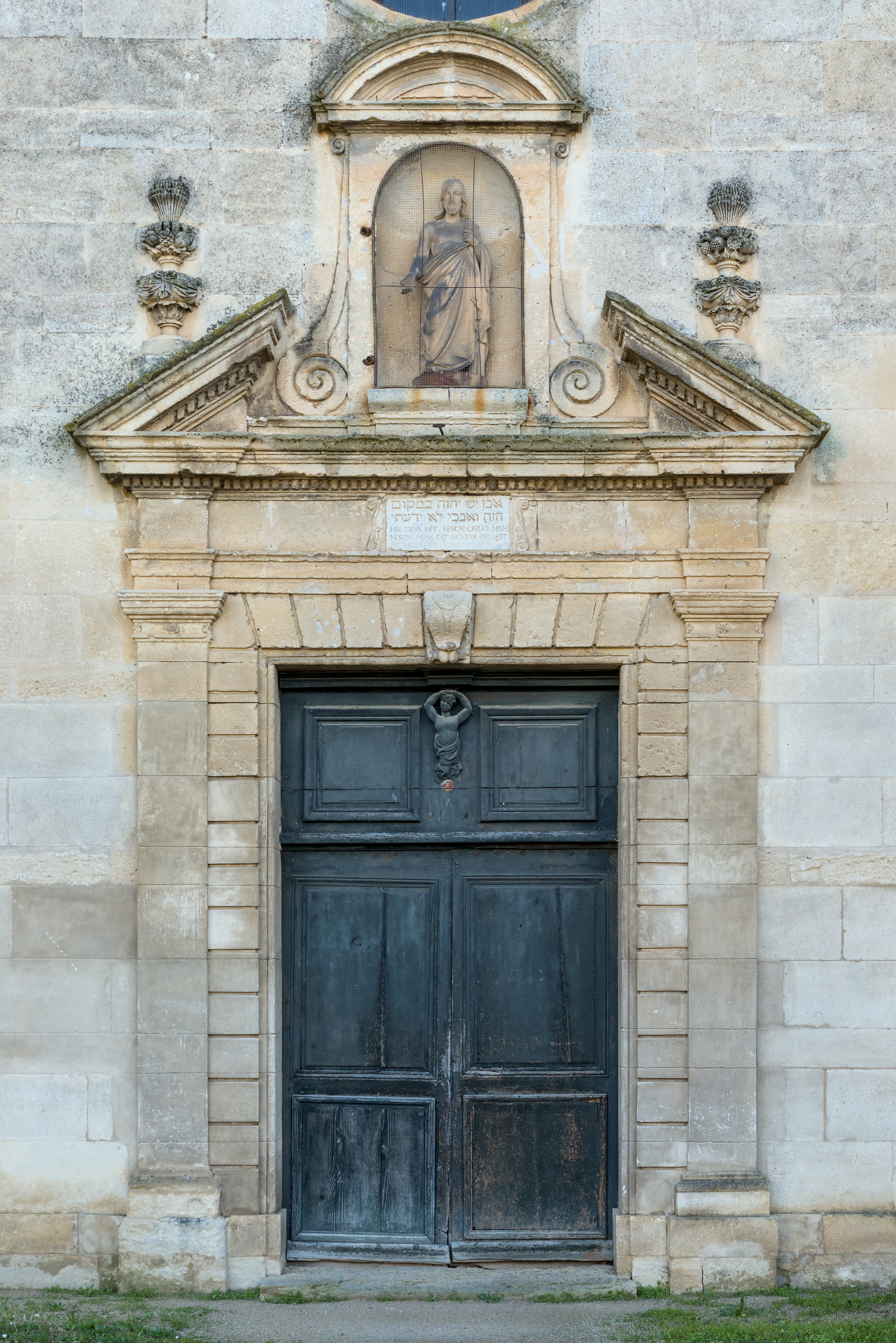
Le portail.
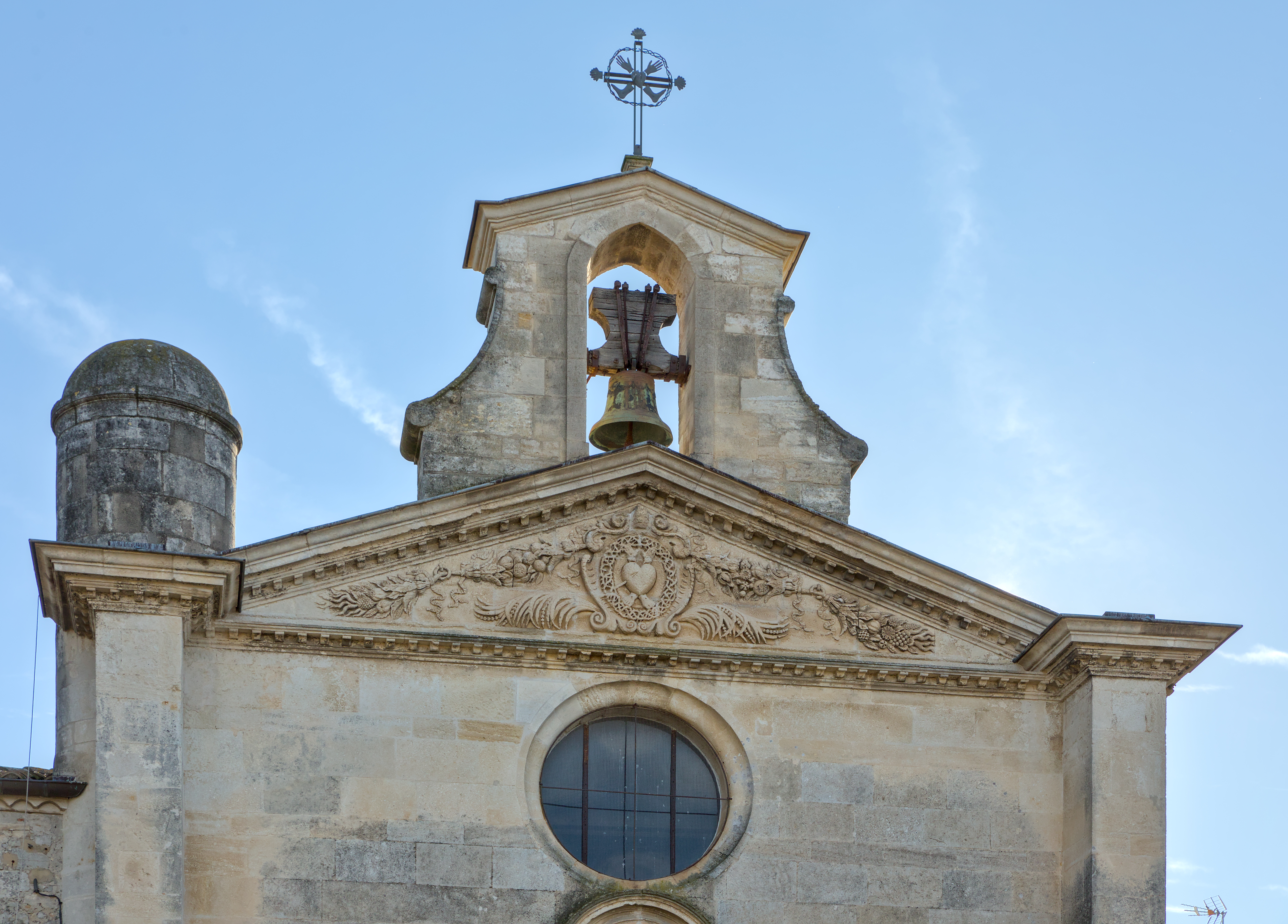
Le clocher.
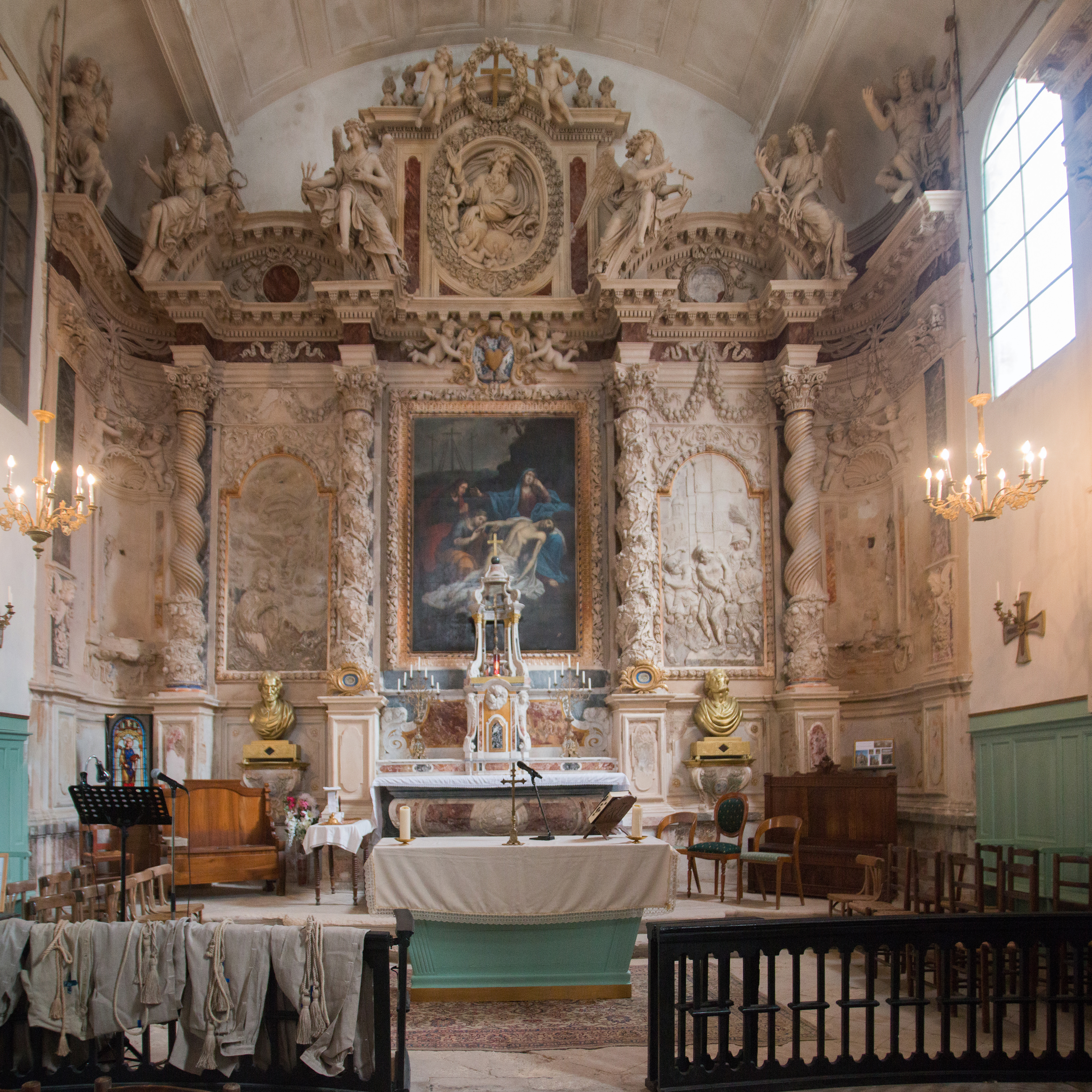
Maître autel et tabernacle à ailes.
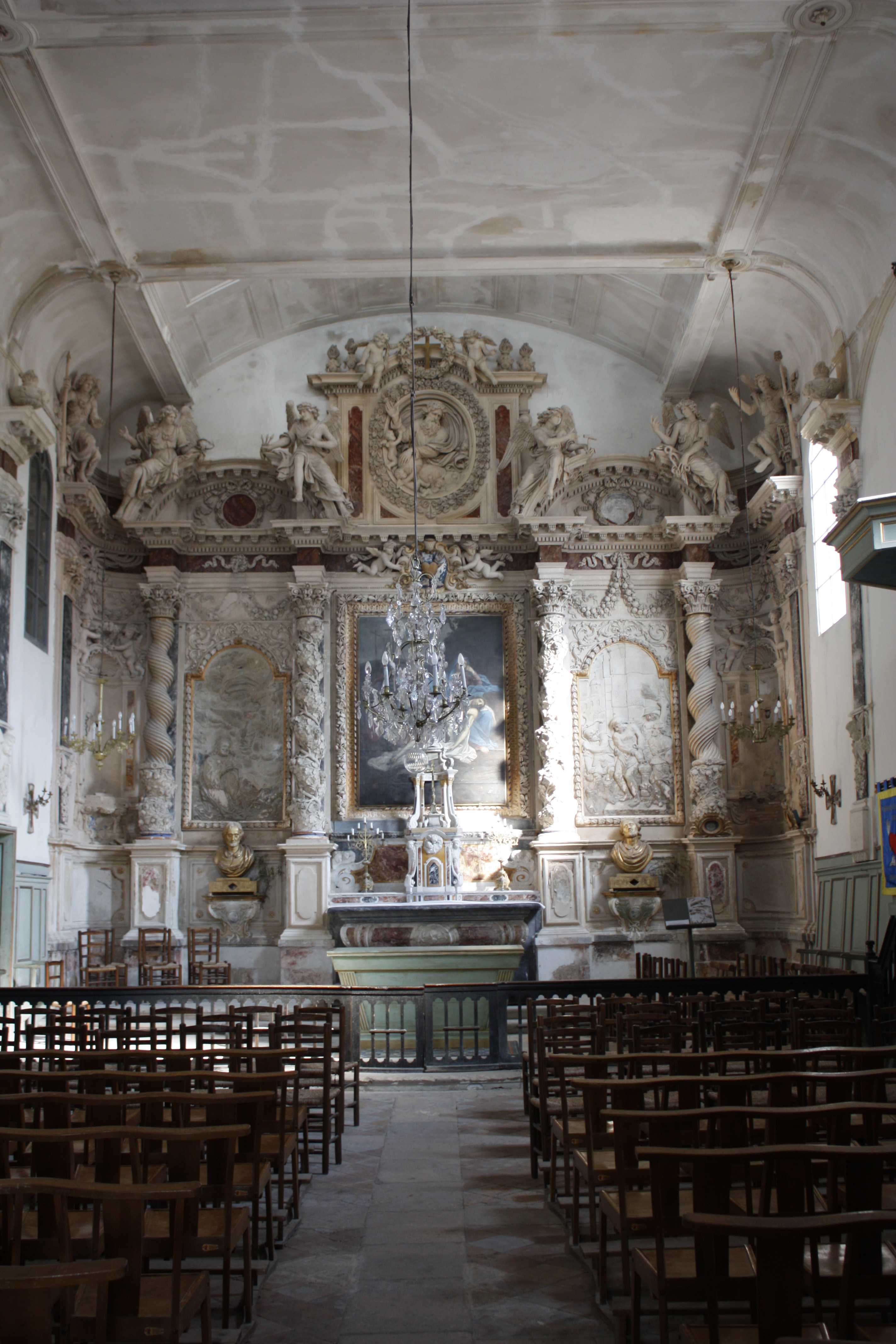
Retable et tableau maître-autel.